# S.T.A.L.K.E.R.
S.T.A.L.K.E.R. je série akčních počítačových her z pohledu první osoby. Děj se odehrává v okolí Černobylu po roce 2006 v tzv. Zóně, která vznikla izolací okolí černobylské elektrárny po havárii v roce 1986. Vývojáři z ukrajinského studia GSC Game World se v příběhu a prostředí hodně inspirovali knihou Piknik u cesty bratří Strugackých a filmem Stalker z roku 1979 od Andreje Tarkovského.

## Klady a zápory
Herní série vyniká zejména graficky věrohodně zpracovanými lokacemi a rovněž velmi realisticky provedenými zbraněmi. Ovšem největší lahůdkou je atmosféra postapokalyptické krajiny s dynamicky se měnícím počasím a denní dobou, což dělá z perfektně zpracovaných lokací právě zónu.
Za zápory hry lze považovat zejména zpočátku mnoho chyb ve zpracování, mnohé z nich však řeší některý z později vydaných patchů.
Diskutabilní zůstává obtížnost hry, která je některými hráči[kým?] považována za příliš obtížnou, mnozí[kdo?] ji ale naopak vítají.

## Jednotlivé díly
| 2007      | S.T.A.L.K.E.R.: Shadow of Chernobyl  |
| 2008      | S.T.A.L.K.E.R.: Clear Sky            |
| 2009      | S.T.A.L.K.E.R.: Call of Pripyat      |
| 2010–2023 |                                      |
| 2024      | S.T.A.L.K.E.R. 2: Heart of Chornobyl |

### S.T.A.L.K.E.R.: Shadow of Chernobyl(2007)
První díl série byl vydán v roce 2007. Hráč v něm na sebe bere roli stalkera, který prodělal ztrátu paměti a ve hře je označován jako „Marked One“ (Označený). Jeho úkol je jednoduchý, zabít dalšího stalkera jménem „Střelec“. V průběhu hry protagonista odhaluje stopy ke své minulosti a skutečné identitě, a zároveň pomáhá ostatním stalkerům bojovat proti zmutovaným bytostem a lidem, kteří obývají Zónu.
Nakonec se dostane až k černobylské jaderné elektrárně a konfrontuje se s vědomím, které vysvětluje, že „Označený“ je ve skutečnosti „Střelec“ sám: Stalker, kterému se podařilo dosáhnout jejich ústředí základny, kde mu ale vymyli mozek a změnili ho na spícího agenta, který měl omylem zabít sám sebe.

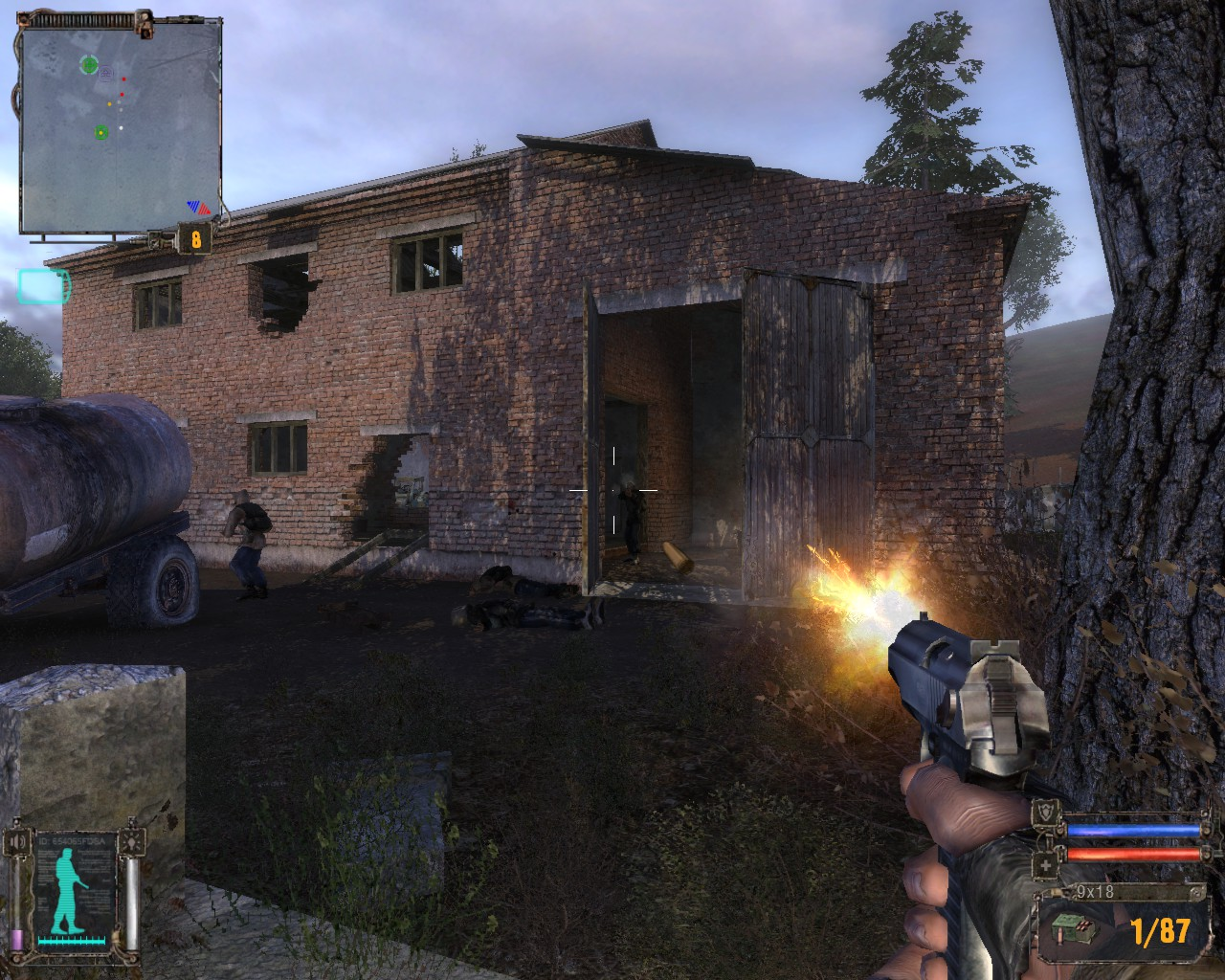
Stalkershot ze hry S.T.A.L.K.E.R.: Shadow of Chernobyl

S.T.A.L.K.E.R.: Shadow of Chernobyl má mnoho konců, které jsou závislé na mnoha faktorech, jako je množství vydělaných peněz v průběhu hry nebo kolik vzpomínek si protagonista seskládal dohromady.

### S.T.A.L.K.E.R.: Clear Sky(2008)
Druhý díl série je volným prequelem předchozího titulu. Hráč převezme roli Scara, stalkera veterána, jenž je zraněn emisí, zatímco vede skupinu vědců v Zóně. On sám je jediný, který událost přežil a je zachráněn frakcí se jménem „Clear Sky“. Frakce se věnuje výzkumu a pochopení podstaty této Zóny pro lidstvo.
Když Scar setkání s druhou emisí přežije, frakce „Clear Sky“ teoretizuje s myšlenkou, že emise jsou způsobem, jak Zóna reaguje na lidské činnosti a že časem se stanou vysoce nestabilní a vymknou se kontrole.
V průběhu hry se hráč může rozhodnout, zda se Scar přidá na stranu nebo se stane protistranou některé z frakcí v oblasti a pomůže dosáhnout frakci „Clear Sky“ jejich cíle. Nakonec jejich plán na stabilizaci emisí selže a obrovská energie z emise pocházející z černobylské elektrárny sama připraví půdu pro události z předchozího dílu.

### S.T.A.L.K.E.R.: Call of Pripyat(2009)
Třetí díl série je posazen do doby krátce po událostech z předchozího dílu. Poté, co vláda objevila otevřenou cestu do středu Zóny, se rozhodne převzít kontrolu nad ní pomocí operace „Fairway“, v níž hodlají důkladně prozkoumat území před tím, než sem odešlou hlavní vojenskou sílu.

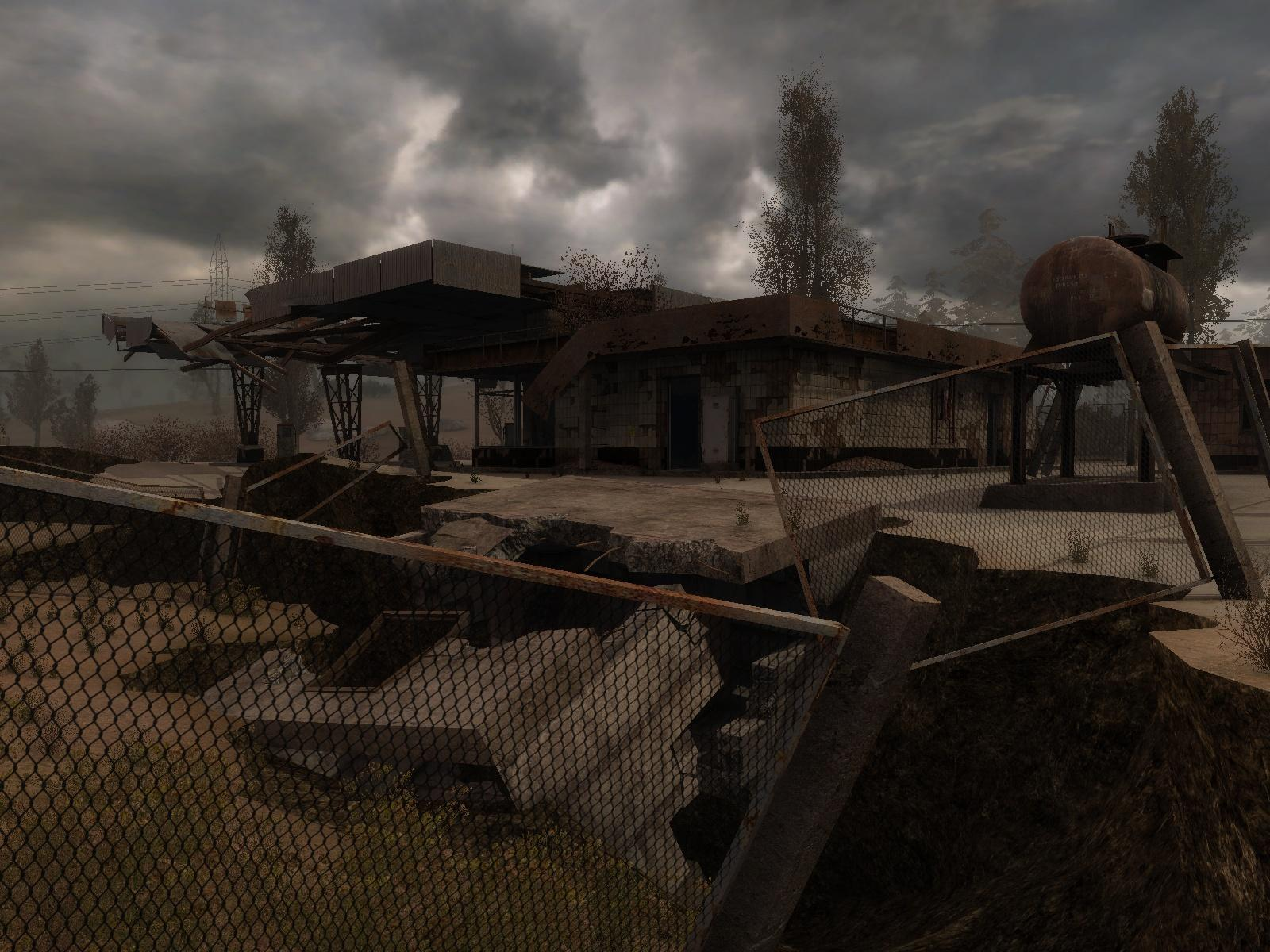
Screenshot ze třetího dílu S.T.A.L.K.E.R.: Call of Pripyat

Navzdory přípravám se vojenská operace nezdaří a všech pět vrtulníků havaruje. Aby bylo možné určit příčinu nehody, Ukrajinská bezpečnostní služba pošle bývalého stalkera Majora Děgťarjova do Zóny.
Po zjištění, že pády vrtulníky byly způsobeny výboji elektrického proudu, si Major Děgťarjov hledá cestu k evakuační pozici v Pripjati. Po cestě, v závislosti na rozhodnutích, která hráč činí, se může setkat s řadou různých postav, kteří se mohou stát jeho spojenci. Nakonec, po příjezdu do Pripjatě, se s ostatními přeživšími přesune na vojenskou základnu, kde pracuje společně s vojenským velitelem na evakuaci ostatních ze Zóny. Nakonec je potká Strelok, protagonista první hry, který jim nabízí svou plnou spolupráci a důvody, proč operace v první řadě selhala.
Vysvětluje, že vrtulníky byly vyřazeny pohybující se elektrickou anomálií. Vláda prošetřovala a stanovila tyto oblasti dříve, ale nebyli si vědomi, že umístění těchto anomálií se mění s každou emisí v Zóně a tak, když byly vojenské jednotky na tato místa vyslány, situace na souřadnicích se změnila.
Major Děgťarjov poté pomáhá s obnovou kontaktu s centrálou a spolu s Strelokem zorganizuje zoufalou evakuaci ze Zóny. Existuje několik různých závěrů v závislosti na činnosti hráče.
V ideálním případě se Major Děgťarjov stane šéfem bezpečnostní služby v Zóně a Střelec dá všechny materiály, které našel v Zóně, vládě. Major Děgťarjov dále podněcuje vznik Vědeckého institutu pro výzkum černobylského anomálního prostoru a Střelce povýší do funkce hlavního vědeckého poradce.

### S.T.A.L.K.E.R. 2: Heart of Chornobyl(2024)
S.T.A.L.K.E.R. 2: Heart of Chornobyl je připravované pokračovaní first-person počítačové střílečky od ukrajinského studia GSC Game World.
Příprava dílu byla oznámena 13. srpna 2010 na stránkách GSC jako oficiální informace. Hra byla primárně vyvíjena pro PC platformu, ale měla vyjít také na Xbox 360, prvotní odhady o PS3 byly ale nakonec vyvráceny.[zdroj?] V dubnu 2012 bylo oznámeno, že vývoj hry byl ukončen.
Dne 16. května 2018 v 00:00 moskevského času (15. května, 21:00 UTC) generální ředitel GSC Game World Sergej Grigorovič na své facebookové stránce oznámil obnovení vývoje hry. Zároveň se na stránkách vývojáře objevilo prohlášení o této situaci a byly spuštěny oficiální stránky S.T.A.L.K.E.R. 2.
V rámci Xbox Games Showcase, který se konal 23. července 2020, ukázali vývojáři první trailer na tuto hru, ovšem bez data vydání.

## Zrušené díly

### S.T.A.L.K.E.R. Online
V letech 2010–2011 ukrajinská společnost GSC Game World pracovala na BBMMORPG hře S.T.A.L.K.E.R. Online s enginem vycházením z Adobe Flash. Vývoj hry probíhal souběžně s prací na druhé základní herní sérii. S.T.A.L.K.E.R. Online měla vyjít na sociální síti VKontaktě (ВКонтакте), avšak vývoj byl přerušen z důvodu nízké prioritnosti projektu.
S.T.A.L.K.E.R. Online měla být browser hrou v žánru MMORPG z herního světa S.T.A.L.K.E.R. Hra měla mít 2,5D grafiku s izometrickým pohledem podobnou hře Fallout. Ve hře se měnil den a noc, bylo možné se přesouvat vleže (tento typ přemístění nebyl zrealizován v žádném díle herní série) a ve hře měly být předměty a lokace z originálních her. Jako prototypy lokací byly využity úrovně z dílů Shadow of Chernobyl a Clear Sky:
„Hra byla zamýšlena jako něco lehkého a prostého, aby si příznivci série mohli zkrátit čekání na S.T.A.L.K.E.R. 2.“ — Jevgenij Litvinov, hlavní programátor, 28. srpna 2013  
Společnost GSC Game World ještě v roce 2007 začala zkoumat možnost vytvoření globální online hry na motivy série. Podle slov Sergeje Grigoreviče diskuze o vytvoření hry probíhala zároveň s prací nad dodatkem Call of Pripyat. Vývoj hry začal prosinci 2009 a probíhala půl roku, zároveň s prací nad S.T.A.L.K.E.R. 2. Skutečnost byla taková, že oficiální oznámení bylo vydáno 17. prosince 2010 s vydáním antologie „Výroční sborník strategií GSC Game World“, jehož součástí byl reklamní prospekt hry spolu s jejím vyobrazením, oficiálními stránkami stalker-online.com a předpokládaným datem vydání 2011. Postupem času hry z důvodu velké zaneprázdněnosti společnosti nad jinými projekty se hra ocitla v „peklu vývoje“ a již v červenci 2011 Sergej Grigorevič v rozhovoru odmítal jakkoli komentovat vývoj této online hry. V srpnu stejného roku představitelé společnosti GSC se neoficiálně účastnili veletrhu Gamescom, kde se pokoušeli najít sponzory, kteří by na vývoj hry přispěli, avšak hra nikoho nezaujala, což se stalo také jednou z příčin přerušení vývoje S.T.A.L.K.E.R. Online asi v druhé polovině roku 2011.

### S.T.A.L.K.E.R. World
Kromě webové hry měla společnost GSC Game World v plánu vydat multiplayerovou střílečku z pohledu první osoby pod názvem S.T.A.L.K.E.R. World, která by byla založena na systému „free-to-play“ a naplánována jako jeden ze zdrojů pro vývoj druhého dílu S.T.A.L.K.E.R. a pod názvem S.T.A.L.K.E.R. 2. Hra vznikala na základě síťové hry S.T.A.L.K.E.R.: Call of Pripyat využívající X-Ray Engine ve verzi 1.6. Vývoj hry byl zahájen na začátku roku 2010, ale měl nízkou prioritu, což mělo za následek to, že vznikala velmi pomalu. Vývoj hry byl s konečnou platností zastaven v březnu 2012, když se vývojáři našli investora Vostok Ventures, s jehož pomocí bylo umožněno financování nového projektu Survarium, základem kterého byly pravděpodobně myšlenky ze hry S.T.A.L.K.E.R. World. O hře bylo známo po zveřejnění zdrojového kódu na webové stránce Gameru.net v září 2014. V roce 2012 bývalý vedoucí oddělení PR Oleg Javoskij hru stručně vzpomenul v rozhovoru pro stránku VG247.

## Doprovodná produkce

### Seriál
Na podporu zájmu o herní sérii a reklamním účelům hry S.T.A.L.K.E.R. 2 společnost GSC Game World plánovala vydání seriálu o mnoha epizodách podle motivů herního světa, jehož děj se měl odehrávat po druhé katastrofě na území černobylské zóny. Práce na seriálu S.T.A.L.K.E.R. započaly před ohlášením druhého dílu.
Dne 5. listopadu společnost na svém webu oznámila, že na projektu spolupracuje s ruským hercem Gošem Kucenkem a zveřejnila snímek, na kterém je herec stylizován do podoby stalkera. Dne 7. listopadu v rámci veletrhu „ИгроМир 2008“ společnost GSC ve svém stánku uspořádala autogramiádu s hercem. Později na tiskové konferenci Goša Kucenko v rozhovoru řekl, že se mu nápad na seriál líbí, protože má k tomuto tématu blízko, z toho důvodu, že vojenskou službu absolvoval nedaleko od Černobylské elektrárny. Také uvedl, že od studia GSC hrál i hru S.T.A.L.K.E.R.: Shadow of Chernobyl. Na konci rozhovoru bylo řečeno, že seriál vyjde za 2 roky. Producentem seriálu byl Goša Kucenko. Rozpočet činil 3 miliony dolarů. Natáčení probíhalo v Oděse a bylo naplánováno 10 až 15 dílů.
V roce 2010 byl natočena pilotní epizoda seriálu, byl zveřejněn trailer a spuštěn oficiální web kinostalker.com. Předpokládalo se, že natáčení bude ukončeno v roce 2012, prakticky před vydáním S.T.A.L.K.E.R. 2, avšak výroba seriálu byla zastavena v důsledku přerušení činnosti společnosti GSC Game World na konci roku 2011.

### Časopisy a sešity
Dne 22. dubna 2011 GSC Game World spustila web stalker-press.com a oznámila vydání oficiální tištěné publikace – naučně-populárního časopisu a sérii stylizovaných sešitů. První číslo časopisu S.T.A.L.K.E.R, které vyšlo 11. května (jen na území Ukrajiny), mělo 24 barevných stran a obsahovalo komiks s příhodami z stalkerského světa, článek s radami pro přežití, povídku, ilustrovaný spis o Strelkovi, deskovou hru „Válka frakcí“ (Война группировок), dvoustranný plakát a anketu o ceny. Výsledky soutěže včetně hlavní ceny (tablet Apple iPad) byly zveřejněny 1. září 2011. S druhým číslem časopisu měla vyjít i série sběratelských karet z herního světa; prototyp časopisu byl hotov, avšak nikdy nebyl vytištěn.

### Kolekce oblečení
V prosinci 2010 GSC Game World oznámila, že je připravena vypustit kolekci oblečení v casual stylu pod brandem S.T.A.L.K.E.R., zpracované pod kontrolou studia podle motivů herní série a přizpůsobena pro běžné nošení. První produkty z kolekce vstoupily do prodeje na konci prosince a byly na prodej v oficiálním obchodě stalker-shop.com. V únoru 2011 GSC Game World zorganizovala soutěž pro designery a módní návrháře mužských a ženských oděvů v tematickém stylu v šesti kategoriích (pokrývka hlavy, svrchní oděv, náramenní a opaskové výrobky, obuv a doplňky). Výsledky soutěže byly zveřejněny 7. června a vítězům byla nabídnuta možnost spolupráce se společností GSC na vytvoření oficiální kolekce oblečení.